# ORF nachlese
Die ORF nachlese ist eine vom Österreichischen Rundfunk herausgegebene Zeitschrift. Sie erscheint 12 × im Jahr jeweils zum Monatsersten.

## Inhalt
Das Themenspektrum der ORF nachlese deckt alle Bereiche aus den TV-Programmen ORF eins, ORF 2, ORF III Kultur und Information sowie ORF SPORT + und den TV- und Radio-Programmen aus den neun Landesstudios ab. Sie bietet darüber hinaus regelmäßig Servicethemen wie beispielsweise Dokumentationen, Beiträgen zu Gesundheit / Wellness, Konsumentenschutz und Rechtsangelegenheiten sowie die monatliche gesamte Rezeptsammlung zu „Frisch gekocht ist halb gewonnen“ an.

## Geschichte
Die Zeitschrift entstand Ende der 70er Jahre mit einer Auflage von 40.000 Exemplaren, nachdem immer mehr Hörer und Seher beim ORF-Kundendienst wegen Manuskripten anfragten.
Das damals noch recht schmucklose Heft enthielt Abschriften einer Nachtstudio-Sendung über die (Gedanken-)Welt des Philosophen Karl Popper und eines Club 2 über die Ära Kissinger sowie Kochrezepte vom „Häferlgucker!“. Bereits nach wenigen Tagen war die Erstausgabe vergriffen, schon im Februar des folgenden Jahres stieg die Auflage auf den Rekordwert von 290.000 Stück.

### Auflage und Reichweite
Die Druckauflage der ORF nachlese lag laut Österreichischer Auflagenkontrolle (ÖAK) im 1 Hj. 2014 durchschnittlich bei 106.391 Exemplaren. Hiervon wurden rund 71.100 Exemplare verkauft. Die ORF nachlese ist damit unter den 25 auflagenstärksten Zeitschriften Österreichs.
Laut Arbeitsgemeinschaft Media-Analysen MA 13/14 – Tageszeitungen Total hat die ORF nachlese in Österreich 428.000 Leser pro Ausgabe. Dies entspricht einer auf ganz Österreich bezogenen Reichweite von 5,9 %.